# Fenilefrin
A fenilefrin szelektív adrenerg α1-receptor-agonista. Orrdugulás ellen, pupillatágítóként és vérnyomásnövelőként használják.
Kevesebb mellékhatása van, mint a hasonló célra használt pszeudoefedrinnek, ezért annak helyettesítésére is forgalmazzák. Az utóbbi időben azonban komoly kétségek merültek fel a szájon át szedett fenilefrin orrdugulás elleni hatásosságát illetően.

## Felhasználás
Három hasonló hatású szer terjedt el széles körben. Az első a pszeudoefedrin volt, azonban erről kiderült, hogy a metamfetamin prekurzora, ezért a több országban korlátozták az alkalmazását.
Az USA-ban ezután a fenilefrin lett az általános, vény nélkül kapható orrdugulás elleni szer tabletta, orrszpré és szemcsepp formájában. Az oximetazolin orrszpréként terjedt el.

### Fenilefrin tabletta formájában
A tablettaként szedett fenilefrint a monoamin-oxidáz enzim bontja le, mely az emésztőrendszerben és a májban található meg. Emiatt az intravénás formával szemben jóval kisebb a hasznosulása (legfeljebb 38%).
Mivel a fenilefrin direkt szelektív α-agonista, a pszeudoefedrinnel ellentétben nem okoz adrenalin-kibocsátást, ezért jóval kevésbé serkenti a központi idegrendszert, kevésbé okoz álmatlanságot, nyugtalanságot, szorongást, ingerlékenységet.
A fenilefrin összehúzza az orr ereit, a kevesebb folyadék miatt pedig csökken a váladék termelődése.

### Orrspray
1%-os vagy 0,5%-os fenilefrin-oldat. Ritkábban okoz rhinitis medicamentosát (gyógyszer okozta orrdugulást), mint az oxifedrin.

### Pupillatágító
Szemcsepp formájában a fenilefrint pupillatágítóként alkalmazzák (gyakran tropikamiddal kombinálva) retinavizsgálatoknál. Zárt zugú zöldhályog esetén a fenilefrin ellenjavallt.

### Érszűkítő
Alacsony vérnyomású betegek esetén a fenilefrint néha érszűkítőként használják. Ez a használat gyakoribb altatás és sürgősségi ellátás esetén. A fenilefrin különösen hasznos epidurális anesztézia és szubarachnoidális érzéstelenítés okozta vérnyomáscsökkenés ellensúlyozására. Nagy előnye, hogy nem növeli sem a pulzusszámot, sem a szívizom összehúzó erejét (ez a tulajdonság különösen hasznos szívizomkárosodott vagy magas pulzusú betegnél). A fenilefrin felezési ideje 2,1–3,4 óra.

### Urológia
Az urológiában a priapizmus (spontán erekció) megszüntetésére használják. A jelentősen felhígított fenilefrint közvetlenül a barlangos testbe injektálják. Az erekció az érösszehúzó hatás miatt szűnik meg.

## Mellékhatások
Az elsődleges mellékhatás a vérnyomásnövekedés. A magas vérnyomású betegeknek általában el kell hagyniuk a fenilefrint. A prosztatanagyobbodás rosszabbodhat, és a fenilefrin tartós használata ismét vérbőséget okozhat.
Az epilepsziával kezelt betegek számára ellenjavallt az epinefrin, mivel a gyógyszerkölcsönhatás görcsöket okozhat.
Néhány betegnél gyomorpanaszokat, hányást okozott a szer.
Tartós használata rhinitis medicamentosa-t okozhat.

## Készítmények
Magyarországon az alábbi készítmények vannak forgalomban:

Paracetamol–fenilefrin kombinációk:
- COLDREX CITROM ÍZŰ por belsőleges oldathoz
- COLDREX FEKETERIBIZLI ÍZŰ por belsőleges oldathoz
- COLDREX JUNIOR filmtabletta
- COLDREX JUNIOR por belsőleges oldathoz
- COLDREX méz és citrom ízű por belsőleges oldathoz
- COLDREX szirup felnőtteknek tasakban
- COLDREX tabletta
- COLDY filmtabletta
- NEO CITRAN belsőleges por felnőtteknek
- NEO CITRAN belsőleges por gyermekeknek
- RUBOPHEN THERMO cseresznye ízű granulátum belsőleges oldathoz
- SYMPTOMED WICK Citrom ízű por belsőleges oldathoz
- SYMPTOMED WICK Feketeribizli ízű por belsőleges oldathoz

Dimetindén–fenilefrin kombinációk:
- OTRIVIN Allergia adagoló oldatos orrspray
- VIBROCIL oldatos orrcsepp
- VIBROCIL oldatos orrspray

Nagyon sok Magyarországon nem kapható fenilefrin-tartalmú gyógyszer van forgalomban.

## Fordítás
- Ez a szócikk részben vagy egészben  a   Phenylephrine című angol Wikipédia-szócikk fordításán alapul.  Az eredeti cikk szerkesztőit annak laptörténete sorolja fel. Ez a jelzés csupán a megfogalmazás eredetét és a szerzői jogokat jelzi, nem szolgál a cikkben szereplő információk forrásmegjelöléseként.